# Piñuécar
Piñuécar är en ort i Spanien.   Den ligger i provinsen Provincia de Madrid och regionen Madrid, i den centrala delen av landet, 70 km norr om huvudstaden Madrid. Piñuécar ligger 1 067 meter över havet och antalet invånare är 188.
Terrängen runt Piñuécar är kuperad åt nordost, men åt sydväst är den platt. Runt Piñuécar är det mycket glesbefolkat, med 7 invånare per kvadratkilometer. Närmaste större samhälle är Buitrago del Lozoya, 5,5 km sydväst om Piñuécar. 